# Parc provincial de Bow Valley
Pour parc provincial sauvage du même nom, voir Parc provincial sauvage de Bow Valley.
Le parc provincial de Bow Valley (anglais : Bow Valley Provincial Park) est un parc provincial de l'Alberta (Canada). Il a été créé en 1959 dans les méandres de la rivière Bow à la confluence de la rivière Kananaskis. Il s'agit de l'un des nombreux parcs du pays de Kananaskis.

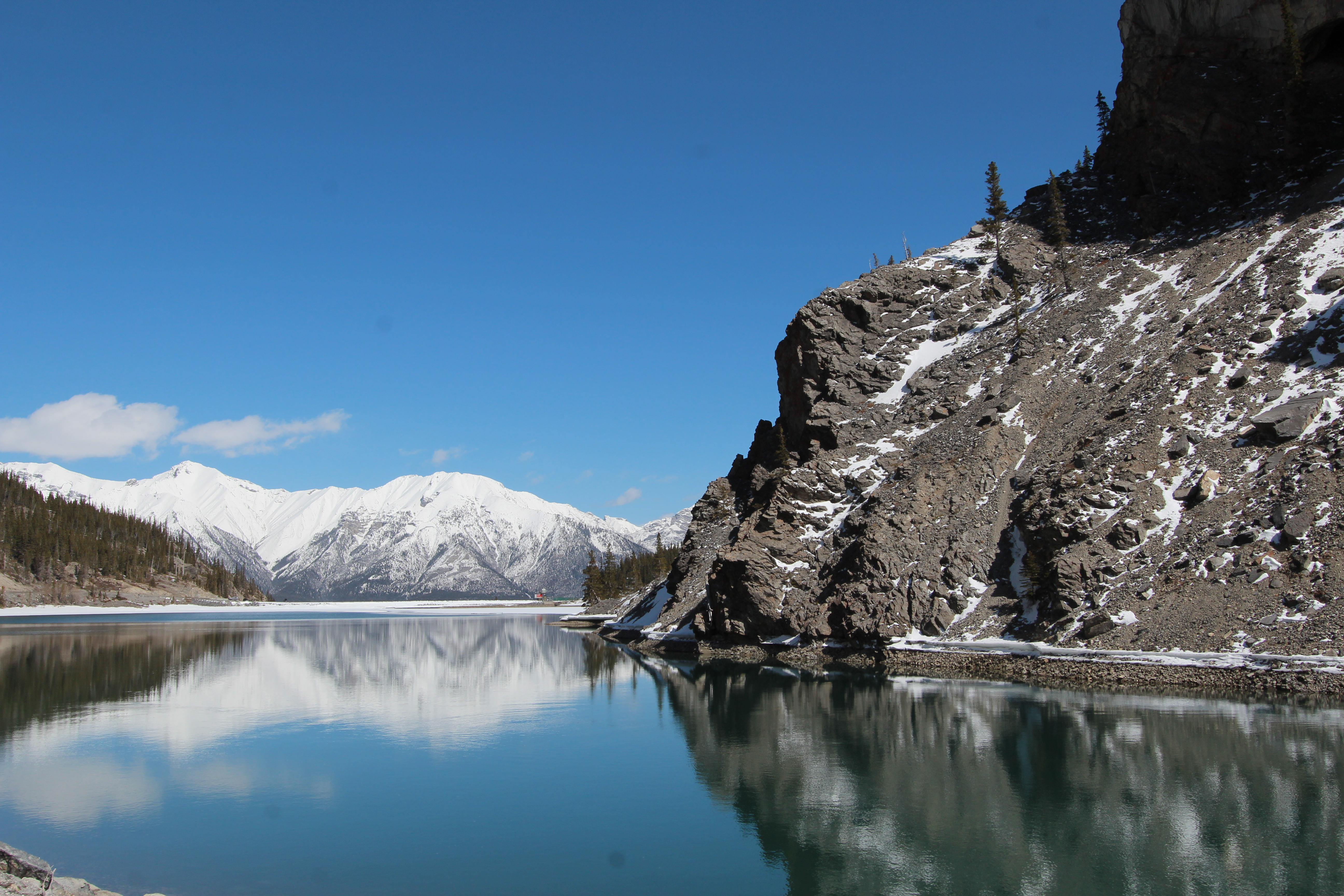
Le Whitemans Pond, sur la rivière Spray.